# غاستون سواريز
غاستون سواريز (بالإسبانية: Gastón Suárez)‏ هو كاتب للأطفال وكاتب بوليفي، ولد في 27 يناير 1929 في توبيزا في بوليفيا، وتوفي في 6 نوفمبر 1984 في لاباز في بوليفيا بسبب نوبة قلبية.